# Bahnstrecke Wiesau–Cheb
| |                                 |                                                        |                                                        |
| Streckennummer (DB): | 5040                            |                                                        |                                                        |
| Kursbuchstrecke (DB): | ehemals 855, 425g (1963)        |                                                        |                                                        |
| Kursbuchstrecke: | 425m (Wiesau – Waldsassen 1946) |                                                        |                                                        |
| Streckenlänge: | 26,5 km                         |                                                        |                                                        |
| Spurweite: | 1435 mm (Normalspur)            |                                                        |                                                        |
| |                                 |                                                        |                                                        |
| \| \| \| von Weiden (Oberpf) \| \| \| \| \| von Bärnau \| \| \| \| 0,000 \| Wiesau (Oberpf) \| Wiesau (Oberpf) \| \| \| \| nach Oberkotzau \| \| \| \| 3,595 \| Mitterteich GRB \| Mitterteich GRB \| \| \| 5,860 \| Mitterteich \| Mitterteich \| \| \| 10,250 \| Steinmühle \| Steinmühle \| \| \| 14,280 \| Waldsassen \| Waldsassen \| \| \| 19,663 \| Staatsgrenze Deutschland–Tschechien \| Staatsgrenze Deutschland–Tschechien \| \| \| 20,300 \| Slapany früher Schloppenhof \| Slapany früher Schloppenhof \| \| \| \| von (Wien-) Plzeň hl.n. (vorm. KFJB) \| \| \| \| \| von Nürnberg (vorm. K. Bay. Sts. B.) \| \| \| \| 26,500 \| Cheb früher Eger \| Cheb früher Eger \| \| \| \| nach Chomutov (vorm. BEB) \| \| \| \| \| nach Plauen (Vogtl) ob Bf (vorm. K. Sächs. Sts. E. B.) \| \| \| \| \| \| \| \| Quellen: [1][2][3] \| \| \| \| |                                 |                                                        |                                                        |
| Strecke |                                 | von Weiden (Oberpf)                                    | von Weiden (Oberpf)                                    |
| Abzweig geradeaus und ehemals von rechts |                                 | von Bärnau                                             | von Bärnau                                             |
| Bahnhof | 0,000                           | Wiesau (Oberpf)                                        | Wiesau (Oberpf)                                        |
| Abzweig geradeaus und nach links |                                 | nach Oberkotzau                                        | nach Oberkotzau                                        |
| Betriebsstelle Strecke ab hier außer Betrieb | 3,595                           | Mitterteich GRB                                        | Mitterteich GRB                                        |
| Bahnhof (Strecke außer Betrieb) | 5,860                           | Mitterteich                                            | Mitterteich                                            |
| Haltepunkt / Haltestelle (Strecke außer Betrieb) | 10,250                          | Steinmühle                                             | Steinmühle                                             |
| Bahnhof (Strecke außer Betrieb) | 14,280                          | Waldsassen                                             | Waldsassen                                             |
| Grenze (Strecke außer Betrieb) | 19,663                          | Staatsgrenze Deutschland–Tschechien                    | Staatsgrenze Deutschland–Tschechien                    |
| Haltepunkt / Haltestelle (Strecke außer Betrieb) | 20,300                          | Slapany früher Schloppenhof                            | Slapany früher Schloppenhof                            |
| Abzweig ehemals geradeaus und von rechts |                                 | von (Wien-) Plzeň hl.n. (vorm. KFJB)                   | von (Wien-) Plzeň hl.n. (vorm. KFJB)                   |
| Abzweig geradeaus und von links |                                 | von Nürnberg (vorm. K. Bay. Sts. B.)                   | von Nürnberg (vorm. K. Bay. Sts. B.)                   |
| Bahnhof | 26,500                          | Cheb früher Eger                                       | Cheb früher Eger                                       |
| Abzweig geradeaus und nach rechts |                                 | nach Chomutov (vorm. BEB)                              | nach Chomutov (vorm. BEB)                              |
| Strecke |                                 | nach Plauen (Vogtl) ob Bf (vorm. K. Sächs. Sts. E. B.) | nach Plauen (Vogtl) ob Bf (vorm. K. Sächs. Sts. E. B.) |
| |                                 |                                                        |                                                        |
| Quellen: |                                 |                                                        |                                                        |

Die Bahnstrecke Wiesau–Cheb war eine eingleisige Hauptbahn in Bayern und in Tschechien, die ursprünglich von den Bayerischen Ostbahnen (B.O.B.) als Teil einer durchgehenden Verbindung von Regensburg nach Eger errichtet und betrieben wurde. Sie zweigte in Wiesau von der Bahnstrecke Weiden–Oberkotzau ab und führte über Mitterteich und Waldsassen nach Cheb (Eger).
1945 wurde die Strecke an der Staatsgrenze unterbrochen. Seit 2000 (in Deutschland) bzw. 2003 (in Tschechien) ist sie mit Ausnahme des 3,6 km langen Abschnittes von Wiesau bis zum Zwischenlager Mitterteich komplett stillgelegt.

## Geschichte

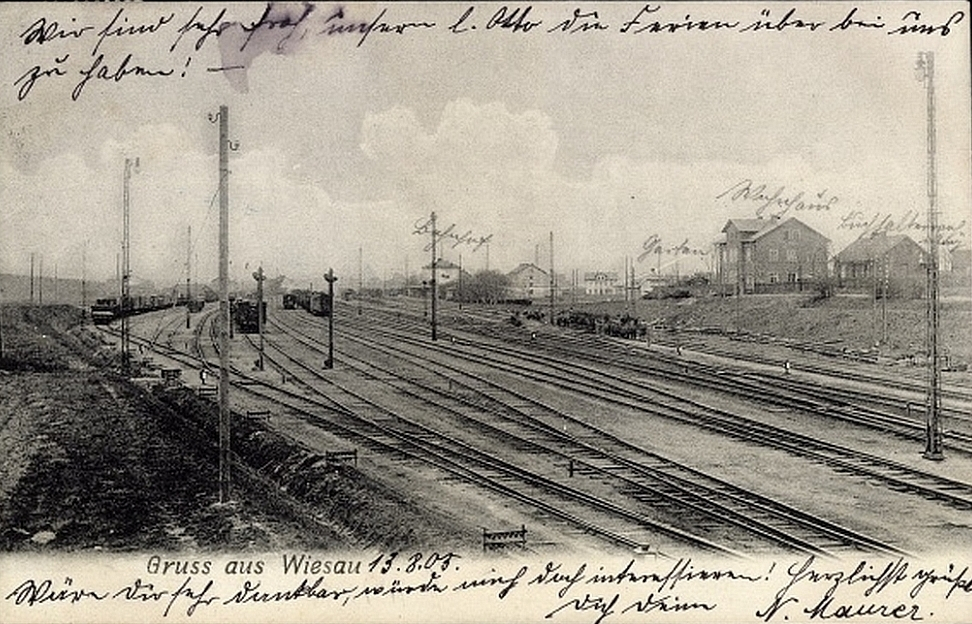
Bahnhof Wiesau (ca. 1903)

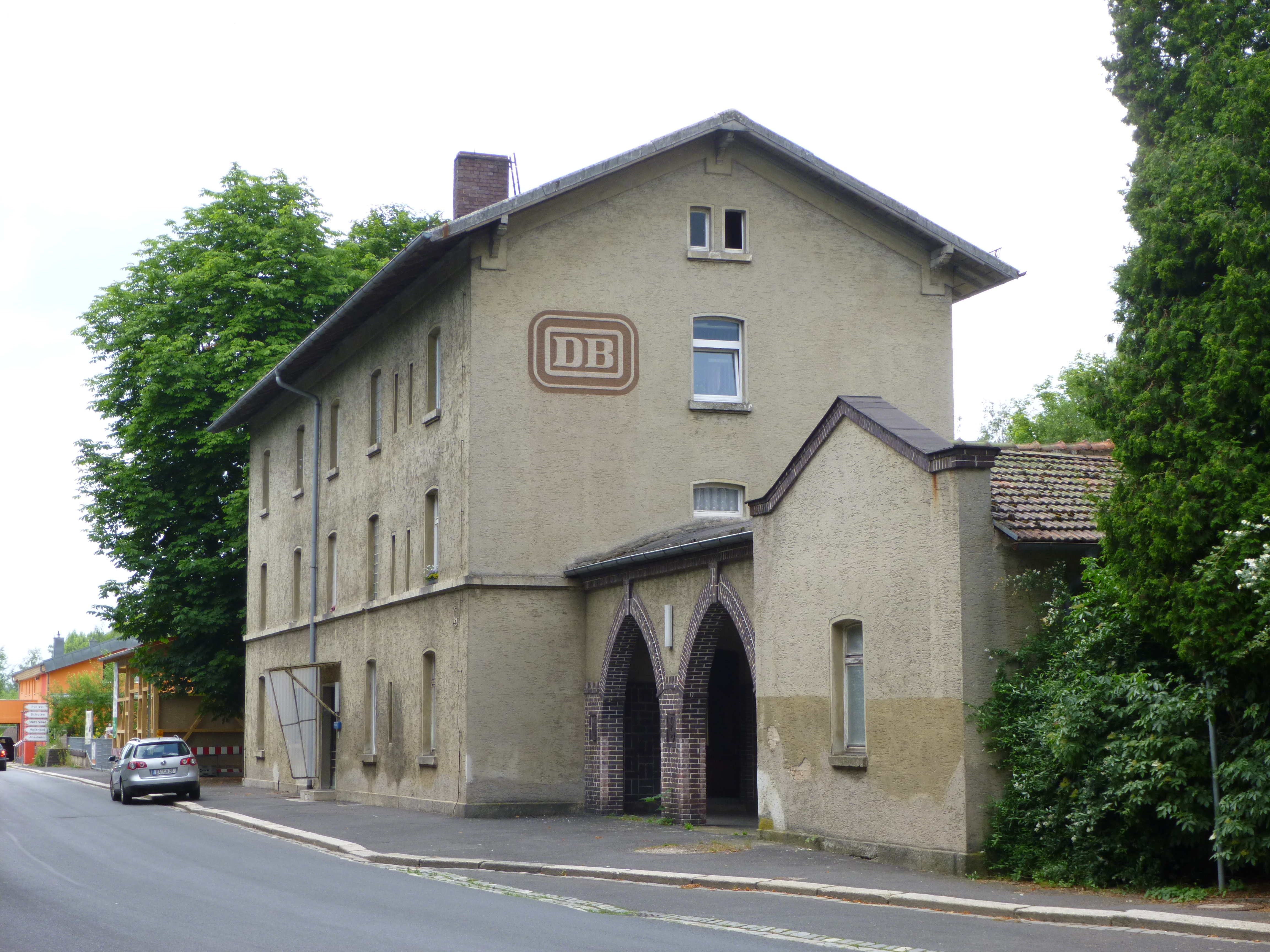
Bahnhof Waldsassen (2013)

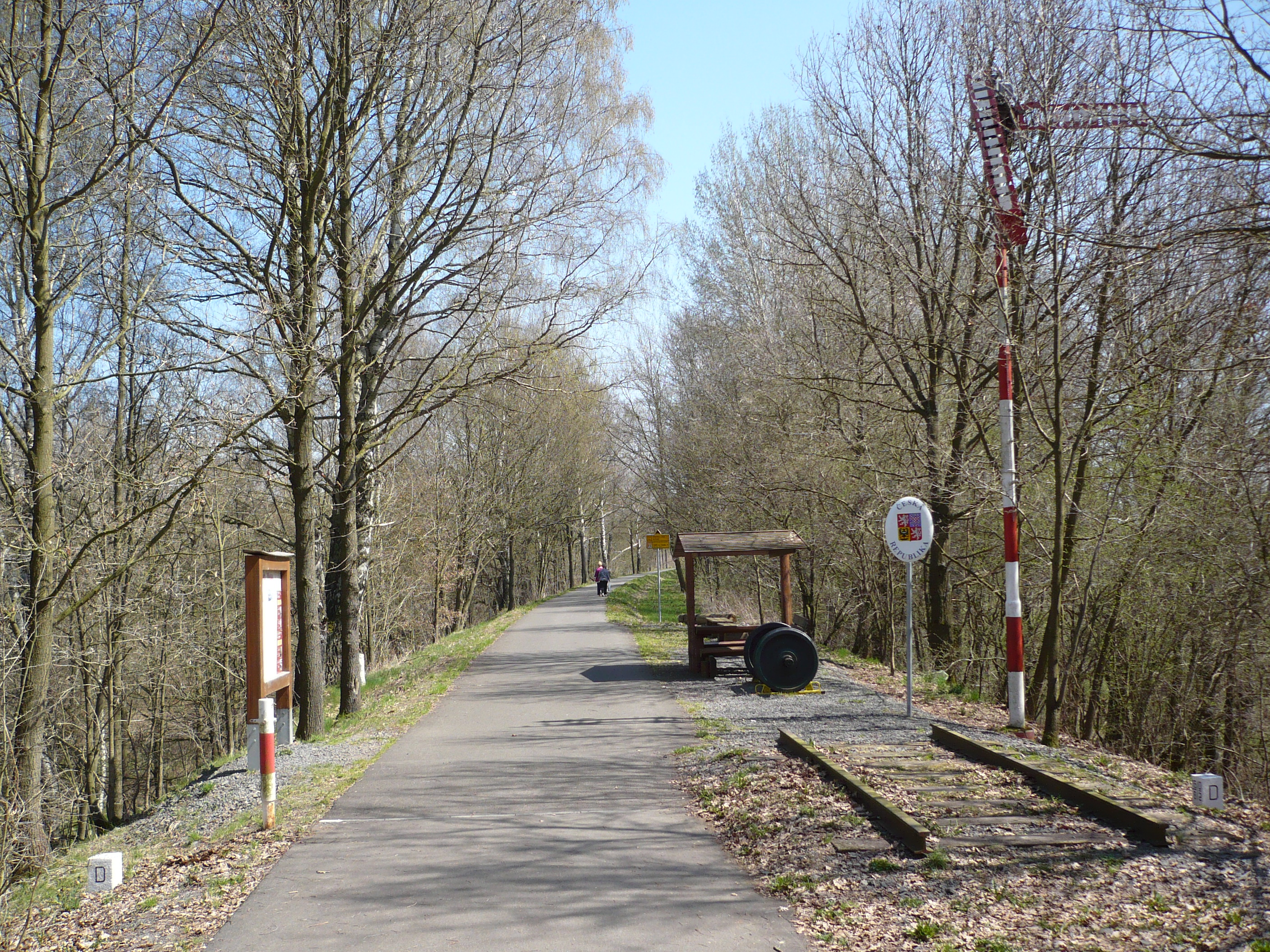
Trasse über die Staatsgrenze mit Radweg (2010)

Die Bayerischen Ostbahnen eröffneten als Teil ihrer Nord-Süd-Strecke am 15. August 1864 den Abschnitt von Weiden über Wiesau bis Mitterteich und am 15. Oktober 1865 dessen Fortsetzung zum im damaligen Österreich liegenden Knotenpunkt Eger. Zusammen mit der am 1. November 1865 eröffneten sächsischen Voigtländischen Staatseisenbahn von Eger nach Herlasgrün war die Strecke Teil einer überregionalen Süd-Nord-Fernverbindung zwischen Bayern und Sachsen. Gleichzeitig entstand zusammen mit der gleichzeitig eröffneten Linie Eger–Hof auch eine innerstaatlich für Bayern bedeutsame Relation.
Ihre überregionale Bedeutung verlor die Strecke erst nach der Eröffnung der Verbindung Wiesau–Marktredwitz–Hof durch die Bayerische Staatsbahn am 1. Juni 1882. Zusammen mit der sächsischen Bahnstrecke Leipzig–Hof stand nun eine direkte Verbindung über ausschließlich bayerisches Territorium zur Verfügung, die Dank günstigerer Neigungsverhältnisse und größerer Bogenradien deutlich leistungsfähiger war und ist. Bis zum Ersten Weltkrieg verkehrten aber weiterhin Schnellzüge über Eger.
Erst die Gründung der Tschechoslowakei führte nach 1919 zu einer stärkeren Bedeutung der Grenze, die zwischen Waldsassen und Schloppenhof verläuft. Von dieser Station durfte fortan nur noch der Personenverkehr nach und von Eger bedient werden. Die Strecke verblieb auch weiterhin in Eigentum und Betrieb der nunmehrigen Deutschen Reichsbahn.
Nach der Angliederung des Sudetenlandes an Deutschland im Jahre 1938 wurde die Strecke von einer Schnellzugverbindung München–Karlsbad befahren.
Nach Ende des Zweiten Weltkrieges kam es im Mai 1945 zu einer dauernden Unterbrechung der Strecke an der Staatsgrenze. Der Reiseverkehr zwischen Slapany und Cheb wurde noch bis 1963 mit vier Zugpaaren aufrechterhalten. Der Güterverkehr wurde 1969 aufgegeben. Am 30. Juni 2003 wurde die verkehrslose Strecke formal stillgelegt und in der Folge abgebaut.
Auf bayerischem Gebiet wurde die Strecke 1977 zur Nebenbahn abgestuft.
Bis 1976 waren auf der Strecke Güterzüge mit Personenbeförderung (GmP) unterwegs. In den letzten Jahren waren diese Züge mit Lokomotiven der Baureihe V 60 bespannt, so dass im Winter nur Personenwagen mit Kohleofen zum Einsatz kommen konnten.
Die Deutsche Bundesbahn stellte am 30. Mai 1986 den – mit zeitweise mehr als zehn Zugpaaren bemerkenswert umfangreichen – Personenverkehr ein. Der Güterverkehr nach Waldsassen endete am 10. Oktober 1994, nach Mitterteich offiziell zum 1. Januar 2000. Das Eisenbahn-Bundesamt genehmigte am 11. Mai 1995 die Stilllegung des Streckenabschnitts Mitterteich–Waldsassen, die zum 1. August 1995 erfolgte. Zum 31. Januar 2000 folgte die Stilllegungsgenehmigung für die Teilstrecke Wiesau–Mitterteich, die von Streckenkilometer 3,6 bis Mitterteich am 31. Dezember 2000 vollzogen wurde.
Der verbleibende Abschnitt von Wiesau bis zum Gleisanschluss der GRB Mitterteich (km 3,6) wurde ab 31. Dezember 2000 als Nebengleis des Bahnhofs Wiesau definiert und wird weiterhin nach Bedarf durch DB Cargo Deutschland im Güterverkehr genutzt.

## Steinbruchbahn
Von der Station Steinmühle betrieb die Bayerische Basalt AG bis 1973 eine Feldbahn in der Spurweite von 700 mm zu einem Steinbruch. Nach Aufgabe der Basaltproduktion beförderte die Bahn Kaolin, bis sie am 31. Oktober 1984 stillgelegt wurde.